# Trixoscelis incognita
Trixoscelis incognita är en tvåvingeart som beskrevs av Woznica 2000. Trixoscelis incognita ingår i släktet Trixoscelis och familjen myllflugor.
Artens utbredningsområde är Namibia. Inga underarter finns listade i Catalogue of Life.